# معركة بتسامو (1939)
معركة بتسامو هي معركة درات من 30 نوفمبر 1939 حتى 12 مارس 1940 كجزء من حرب الشتاء السوفيتية الفنلندية.